# Dicranomyia mascarensis
Dicranomyia mascarensis är en tvåvingeart som beskrevs av Alexander 1921. Dicranomyia mascarensis ingår i släktet Dicranomyia och familjen småharkrankar. Inga underarter finns listade i Catalogue of Life.